# مغامرات النحلة هاتشي الجديدة
مغامرات النحلة هاتشي الجديدة (باليابانية: 昆虫物語 新みなしごハッチ، بالروماجي: Konchū Monogatari: Shin Minashigo Hatchi) (بالإنجليزية: The New Adventures of Hutch the Honeybee)‏ هو مسلسل أنمي ياباني تلفزيوني من استوديو تاتسونكو برودكشن، وهو تكملة لأحداث مسلسل الأنمي مغامرات نحول. عرض الأنمي في 4 أبريل عام 1974 واستمر عرضه حتى 27 سبتمبر عام 1974، وتكون من 26 حلقة.

## القصة
تبدأ أحداث الجزء الثاني بعد فترة من أحداث الجزء الأول، حيث يفقد هاتشي وأخته آيا والدتهما ملكة النحل بعد هجوم الدبابير الذي دمر مملكتهم. ويذهبون في رحلة طويلة للعثور على مكان يسمى التلة الجميل، من أجل بناء مملكة جديدة لهم، وستصبح آيا الملكة.

## الأداء الصوتي
هاتشي
أداء صوتي: يوكو كوري
الملكة الأم
أداء صوتي: هاروكو كيتاهاما
آيا
أداء صوتي: يوشيكو ياماموتو
تين تين
أداء صوتي: جونكو موري
تارو آما
أداء صوتي: إيكين مينو
أباتشي
أداء صوتي: يوكو ماروياما
الراوي
أداء صوتي: توشيكو ساوادا

## وصلات خارجية
- مغامرات النحلة هاتشي الجديدة على موقع IMDb (الإنجليزية)
- مغامرات النحلة هاتشي الجديدة على موقع ANN anime (الإنجليزية)